# Marcantonio Michiel

Stemma Michiel

Marcantonio Michiel (Venezia, 1484 – Venezia, 9 maggio 1552) è stato un letterato e collezionista d'arte italiano.

## Biografia

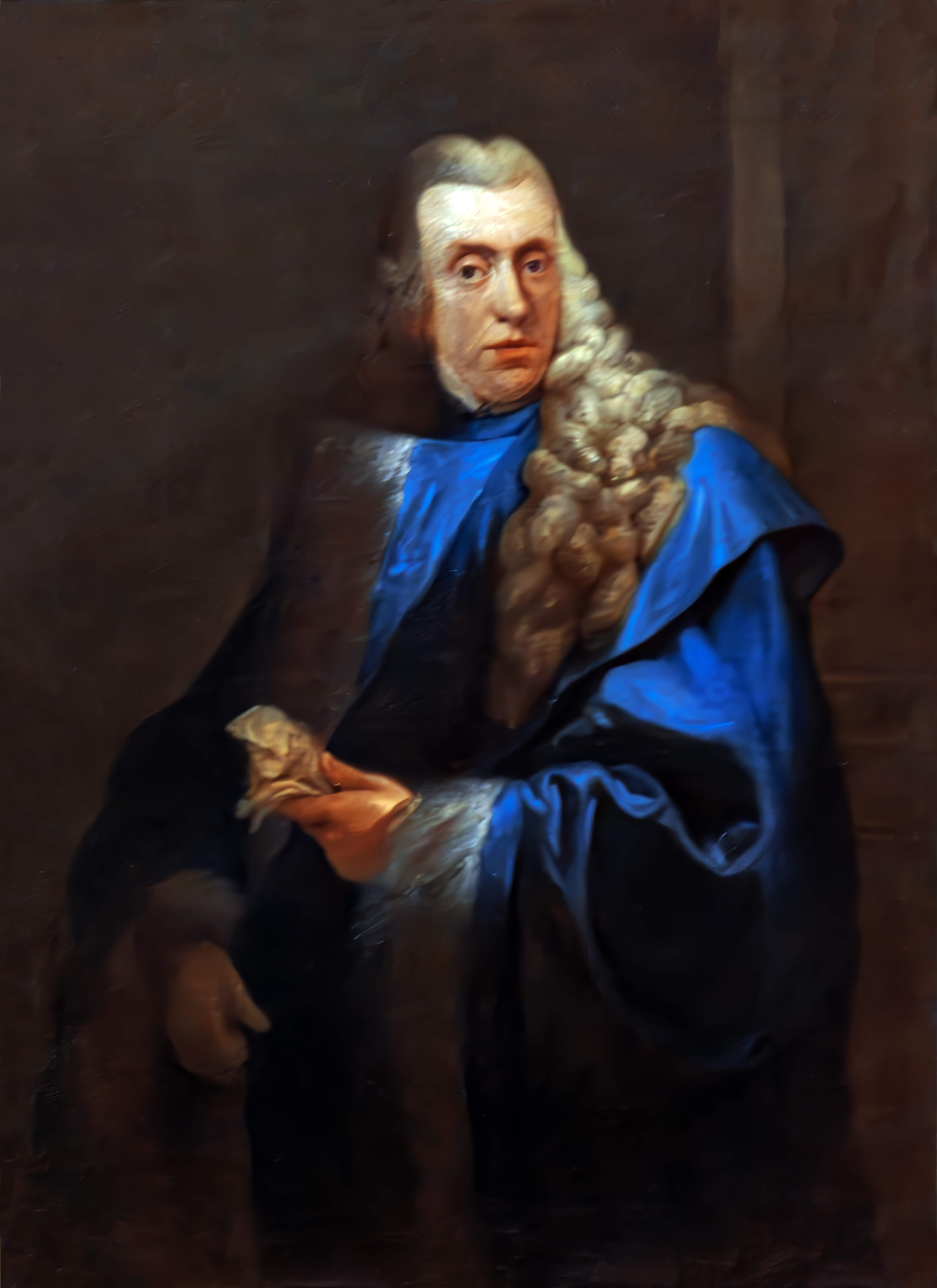
Marcantonio Michiel Museo Correr

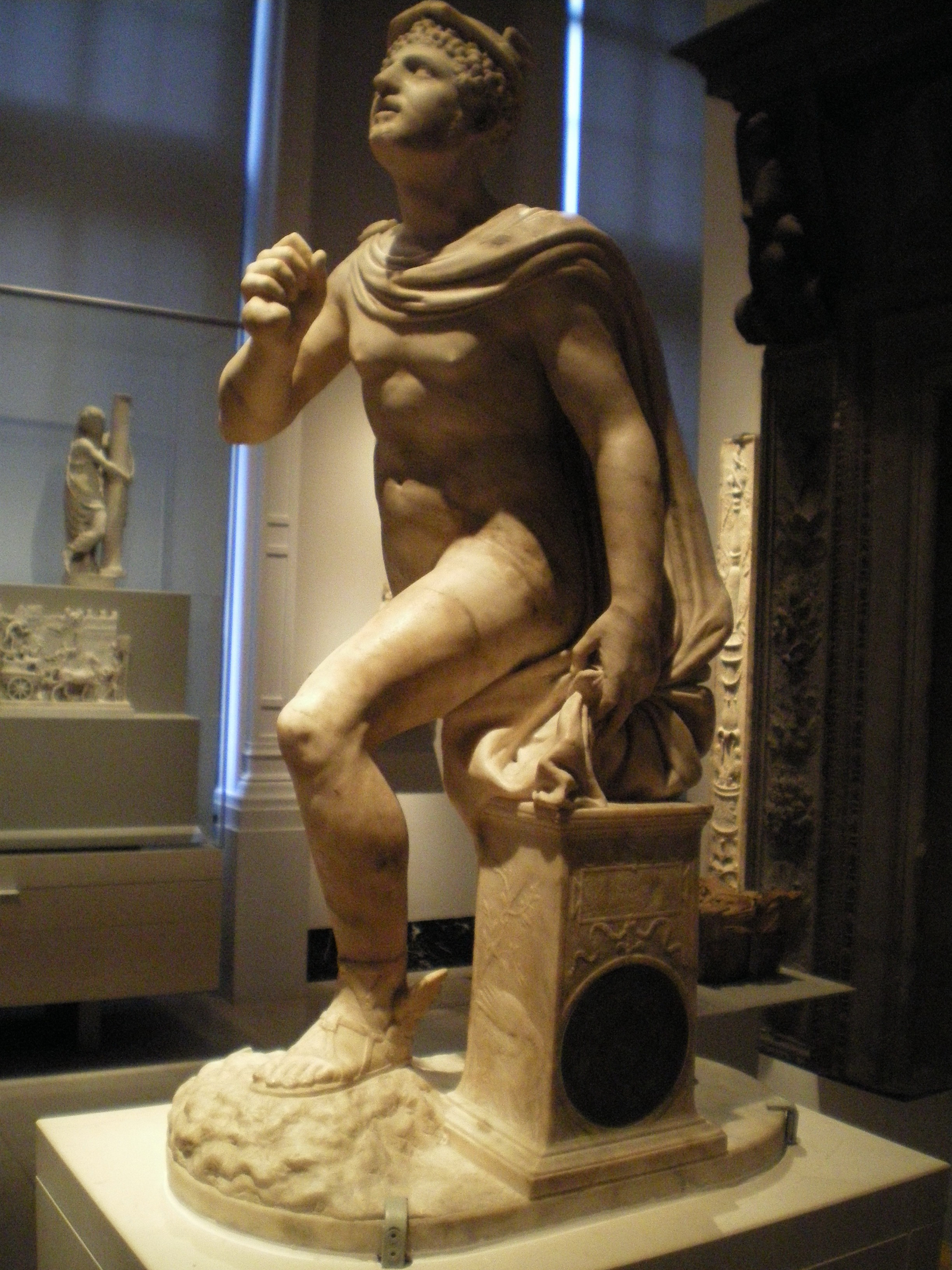
Antonio Minello - Mercurio - opera realizzata per il Michiel, conservata al Victoria and Albert Museum.

Appartenente alla nobile famiglia veneziana dei Michiel, durante la sua vita collezionò opere d'arte privilegiando quelle del Rinascimento veneto. Contemporaneamente si dedicò alla catalogazione delle opere presenti nelle collezioni d'arte più rilevanti di Padova, Milano, Pavia, Bergamo, Crema e Venezia. Stilò un manoscritto (pubblicato postumo nel 1800) Notizia d'opere di disegno, in cui descrive con dovizia di particolari le sculture, pitture e disegni presenti nelle collezioni pubbliche e private del Lombardo Veneto.
Umanista raffinato, egli aveva soggiornato in gioventù a Firenze, a Roma e a Bergamo; una città, quest'ultima, di cui trattò nell'unica sua opera pubblicata lui vivente: la Agri et urbis Bergomatis descriptio (Venezia, 1532). Attratto dalla pittura e dalla scultura collezionò una selezionata raccolta di opere dei maestri del Rinascimento veneto. La descrizione della sua collezione la dobbiamo agli inventari compilati dopo la sua morte. Presenti artisti di grande qualità: da Giorgione, a Jacopo de' Barbari e Giovanni Bellini per la pittura; il Riccio, il Bellano e Severo da Ravenna per le opere scultoree. Successivamente nel corso dei secoli sculture e dipinti furono in parte disperse mentre altre passarono di proprietà alle famiglie patrizie veneziane che ne hanno lasciato testimonianza negli inventari di famiglia fino alla fine dell'Ottocento.

## Notizia d'opere di disegno
|  | Per approfondire, leggi il testo Notizia d'opere di disegno nella prima metà del secolo XVI. |

Ma la fama e l'importanza di Marcantonio Michiel non è legata alla sua pur pregevole collezione quanto al manoscritto in cui annotava la collocazione e la descrizione di opere custodite in ambienti pubblici e privati, a Venezia e in altre città dell'Italia settentrionale. Per alcune di esse, come Cremona e Bergamo, le note del Michiel inaugurano lo studio delle collezioni. Nella sezione dedicata a Venezia, che è la più estesa insieme a Padova, Michiel descrive le collezioni appartenenti agli esponenti delle più prestigiose famiglie patrizie: Domenico Grimani, Francesco Zio e il nipote ed erede Andrea Odoni gioielliere, Antonio Pasqualini, i Contarini, Gabriele Vendramin, Girolamo Marcello, Antonio Foscarini, Zuanantonio Venier e Giovanni Ram, mercante e collezionista di origine spagnola.
Il manoscritto è adespota e anepigrafo. Conservato nella Biblioteca Nazionale Marciana consiste di carte sciolte, scritte tra il 1521 e il 1543. Presenta numerosi strati di scrittura, con inchiostri diversi che attestano da parte di Michiel uno studio continuo e una costante ricerca di informazioni attivata attraverso una complessa rete di relazioni e interessi culturali. Ebbe stretti rapporti con artisti suoi contemporanei come Antonio Miniello, Andrea Riccio e Tullio Lombardo; tra gli interlocutori del Michiel si trovano intellettuali e studiosi come Sebastiano Serlio, Francesco Sansovino, l'Aretino e Pietro Bembo. Non mancano tra gli scritti di costoro riconoscimenti relativi alle competenze artistiche del patrizio veneziano. Serlio pubblicando lo schema della villa di Poggio Reale consegnatogli da Michiel descrive quest'ultimo come «molto intendente di architettura». Francesco Sansovino nomina Michiel fra gli autori citati della sua Venezia città nobilissima, lo definisce «cultissimo nella lingua latina» e ne loda l’erudizione nelle scienze.
Il manoscritto ebbe la sua prima pubblicazione nel 1800, curata dall'abate Jacopo Morelli, bibliotecario alla Marciana, che lo rinvenne tra i codici legati alla libreria del convento dei Domenicani alle Zattere dal letterato e suo predecessore Apostolo Zeno. A seguito della pubblicazione da parte del Morelli che non ne seppe individuare l'autore, quest'ultimo e per metonimia lo stesso manoscritto furono denominati "anonimo morelliano". L'identificazione avvenne nel 1864 in seguito a ulteriori ricerche svolte da Daniele Francesconi, Emmanuele Antonio Cicogna e Cesare Bernasconi. All'edizione del Morelli seguirono una seconda edizione a cura di Gustavo Frizzoni ed una edizione austriaca curata da Theodor von Frimmel.
Considerato da Roberto Longhi il patriarca dei conoscitori italiani, il Michiel interviene frequentemente con il proprio giudizio, derivato dall'esame diretto dei testi pittorici, esercitandosi in attribuzioni e riconoscimenti con precisione terminologica. Alcune note e descrizioni di Michiel sono state fondamentali per la ricostruzione delle vicende pittoriche di molti artisti. Senza di esse nulla si saprebbe di molti capolavori, anche dispersi. Particolarmente utili sono stati i riferimenti a Giorgione, Giovanni Bellini, Antonello da Messina, Tiziano, Palma il Vecchio, Lorenzo Lotto, Raffaello e Sebastiano del Piombo.